# Polski kontyngent wojskowy
Polski kontyngent wojskowy (PKW) – wydzielona jednostka wojskowa Sił Zbrojnych Rzeczypospolitej Polskiej (wojska operacyjne), przeznaczona do udziału w zagranicznej operacji wojskowej (pokojowej lub wojennej) zgodnie z postanowieniem Prezydenta Rzeczypospolitej Polskiej na wniosek Rady Ministrów.

## Historia

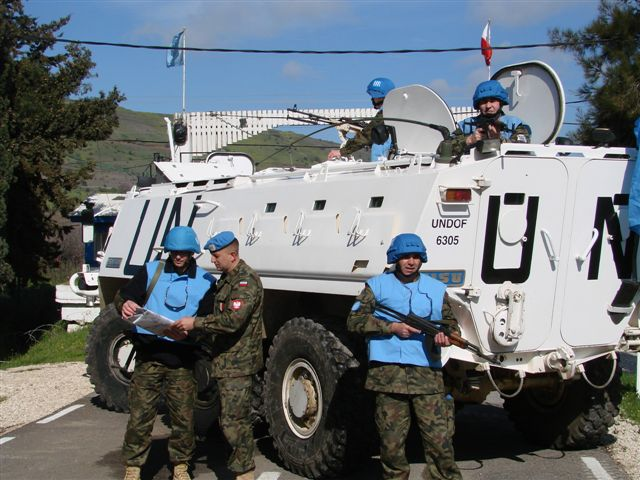
Żołnierze PKW Syria – POLBATT

Wojsko Polskie od lat 50. XX wieku angażowało się w operacje zagraniczne. W 1953 Polska Rzeczpospolita Ludowa wysłała ok. 300 żołnierzy do Korei w ramach Misji Polskiej w Komisji Nadzorczej Państw Neutralnych, mającej za zadanie nadzorowanie zawieszenia broni oraz prawie 60 wojskowych medyków w szpitalu Polskiego Czerwonego Krzyża w Korei Północnej. Przez następne lata Polacy uczestniczyli w pracach komisji w Indochinach (1954–1976) oraz obserwatorów w Nigerii (1968–1970). W 1968 w interwencji zbrojnej w Czechosłowacja pk. operacja "Dunaj" Układu Warszawskiego udział wzięła 2 Armia Wojska Polskiego.
Za pierwszy polski kontyngent wojskowy w formalnym rozumieniu tego terminu uznawana jest Polska Wojskowa Jednostka Specjalna w ramach UNEF II w Egipcie w latach 1973–1979, gdzie stacjonował polski batalion logistyczny. W 1974 detaszowano z niego Wydzieloną Grupę (WG PWJS Syria) do UNDOF w Syrii, którą w 1979 przekształcono w samodzielny Polski Kontyngent Wojskowy. W następnych latach kontyngenty kierowano do działań humanitarnych: w latach 1985–1987 do Etiopii (PLEPE) i wsparcia medycznego wojsk koalicji w Zatoce Perskiej w 1991 (operacje "Desert Shield" i "Desert Storm").
Na przełomie lat 80. i 90. XX wieku sytuacja międzynarodowa uległa zmianom i wiele regionów świata uległo destabilizacji (m.in. Bałkany). W odpowiedzi na nowe konflikty ONZ powołała szereg nowych misji pokojowych, w które zaangażowała się Rzeczpospolita Polska. Precedensowy był udział POLBATT-ów – batalionów piechoty (operacyjnych), wysyłanych do b. Jugosławii w latach 1992–1995 (PKW Chorwacja) i Syrii w latach 1993-2009. Ponadto ze względu na doświadczenie Polski w zakresie obsługi logistycznej sił ONZ kolejne POLLOG-i (polskie jednostki logistyczne w sile batalionu lub kompanii) kierowano do misji błękitnych hełmów w Namibii w latach 1989–1990 (PKW Namibia), Kambodży w latach 1992–1993 (PKW Kambodża) i Libanu w latach 1994–2009 (PKW Liban). W latach 90. Polska była jednym z największych kontrybutorów personelu do operacji pokojowych ONZ, w latach 1997–1999 – największym.
W latach 90. nastąpiły też ostateczny rozpad bloku wschodniego i rozwiązanie Układu Warszawskiego, skutkujące reorientacją polskiej polityki zagranicznej w kierunku euroatlantyckim. W 1991 rozpoczęto starania o akcesję do Organizacji Traktatu Północnoatlantyckiego (NATO), w 1994 Polska przystąpiła do programu Partnerstwo dla Pokoju. Jednostką wytypowaną do tego programu był 16 Batalion Powietrznodesantowy, który na początku 1996 został wysłany do Bośni i Hercegowiny jako polski kontyngent w pierwszych siłach pokojowych NATO: IFOR. Po przekształceniu w SFOR Polska kontynuowała zaangażowanie, które w 1998 zostało poszerzone o PJW Odwodu Strategicznego SACEUR (18 Batalion Desantowo–Szturmowy), który w 1999 wszedł w skład sił stabilizacyjnych NATO w Kosowie (PJW KFOR). Na przełomie XX i XXI w. polskie kontyngenty uczestniczyły także w innych operacjach Sojuszu na Bałkanach: w Albanii w 1999 (PJW AFOR) i Macedonii w latach 2001–2003 (PKW Macedonia). W latach 90. XX w. stosowano odrębne nazewnictwo dla jednostek wystawianych do sił ONZ (Polski Kontyngent Wojskowy) i NATO (Polska Jednostka Wojskowa)
Do początku XXI wieku PKW dzieliły się na dwa podstawowe typy:
- POLLOG (ang. polish logistics) – batalion lub kompania logistyczna, przeznaczona do wspierania wojsk operacyjnych w postaci transportu i zaopatrzenia (przykłady: POLLOG UNEF II, POLLOG UNDOF, POLLOG UNTAG, POLLOG UNTAC, POLLOG UNIFIL),
- POLBATT (ang. polish battalion) lub POLBAT (ang. polish battalion) – batalion operacyjny, przeznaczony do działań liniowych typu rozdzielenie wojsk, ochrona danego terenu, konwojowanie (przykłady: POLBATT UNPROFOR i UNCRO, POLBATT UNDOF, POLBAT IFOR i SFOR, POLBAT OS SACEUR (SFOR i KFOR), POLBAT KFOR).

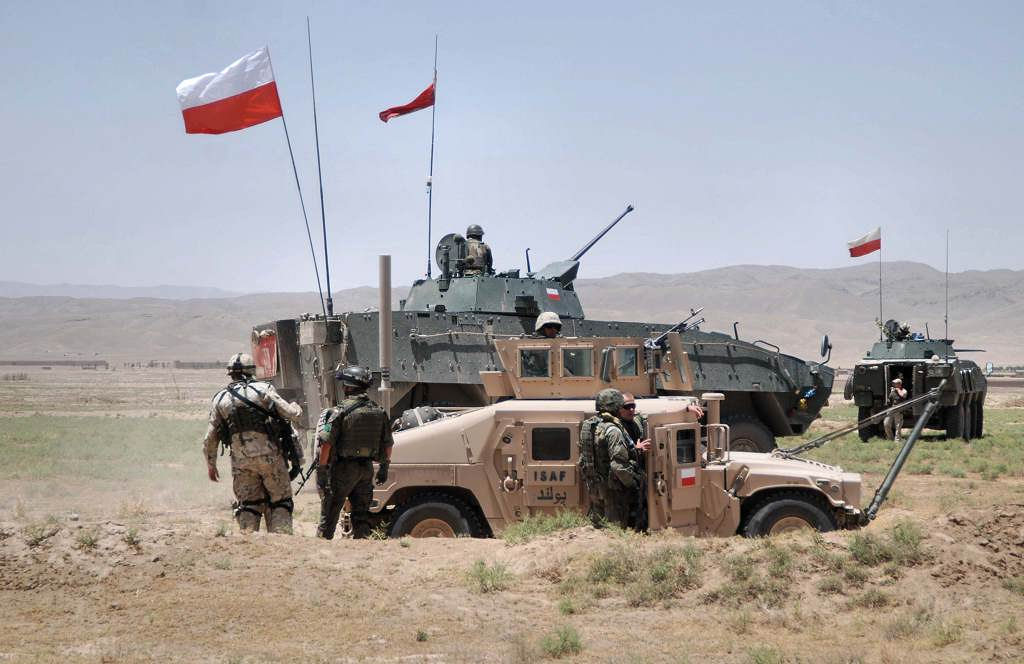
Żołnierze PKW Afganistan – Polska Grupa Bojowa

Zamach z 11 września 2001 roku był bezpośrednią przyczyną rozpoczęcia tzw. "wojny z terroryzmem", prowadzonej przez Stany Zjednoczone Ameryki Północnej przy udziale sojuszników. Polska w 2002 skierowała kontyngent wojskowy (PKW Afganistan) do Afganistanu i Zatoki Perskiej. Zgrupowanie w Zatoce Perskiej w 2003 wzięło udział w inwazji na Irak, po zakończeniu której do tego państwa wysłana została Wielonarodowa Dywizja Centrum-Południe, dowodzona przez PKW Irak. Po raz pierwszy w historii Polska wystawiła tak znaczne siły do operacji stabilizacyjnej (ok. 2500 żołnierzy i pracowników), do tego dowodząc też znaczącym zgrupowaniem z innych państw. PKW Irak był stopniowo redukowany i w 2008 zastąpiony znacznie mniejszą jednostką doradczo-szkoleniową. Jednocześnie w 2007 zwiększono liczebnie PKW Afganistan (początkowo do ok. 1200, a w szczytowym okresie do ok. 2600 żołnierzy i pracowników), który w 2008 przejął odpowiedzialność za afgańską prowincję Ghazni w ramach ISAF. Misja PKW ISAF zakończyła się w 2014. W Iraku i Afganistanie polskie kontyngenty poniosły największe straty: odpowiednio 22 i 44 żołnierzy i pracowników.
Oprócz dużych misji w Iraku i Afganistanie kontyngenty były zaangażowane także w mniejsze operacje, prowadzone w ramach m.in. Sił Odpowiedzi NATO (PKW Grecja lub PKW Pakistan) i Unii Europejskiej. W ramach sił EUFOR kontynuowano dotychczasowe działania na Bałkanach (w Macedonii oraz Bośni i Hercegowinie) oraz prowadzono nowe, głównie w Afryce (PKW DR Kongo, PKW Czad, PKW Mali i PKW RŚA), gdzie szczególną rolę pełni Żandarmeria Wojskowa jako komponent manewrowy. Przyjęta w 2009 Strategia udziału Sił Zbrojnych Rzeczypospolitej Polskiej w operacjach międzynarodowych, nadała priorytetowe znaczenie właśnie operacjom NATO i UE. Kontyngenty z sił pokojowych ONZ zostały wycofane do końca 2009 (PKW Syria, PKW Liban i PKW Czad). Powrót Polski do sił ONZ nastąpił dopiero 10 lat później, jako element polskiego niestałego członkostwa w Radzie Bezpieczeństwa ONZ (ponownie PKW Liban).
Zakończenie PKW ISAF w 2014 oraz wojna w Donbasie zmieniły kierunki polskiej polityki w kwestii operacji zagranicznych. Pierwszeństwo nadano działaniom w ramach kolektywnej obrony NATO – zwiększono liczbę dyżurów PKW Orlik, prowadzącego nadzór przestrzeni powietrznej państw bałtyckich i w 2017 skierowano wojska do Rumunii i Łotwy jako element Wysuniętej Obecności NATO (PKW tFP Rumunia i PKW eFP Łotwa), czyli wzmocnienia sił sojuszniczych.

## Polskie kontyngenty wojskowe
Stan na 8 sierpnia 2025.
| Kontyngent                                                          | Czas trwania | Czas trwania | Państwa                 | Organizator             | Operacja                      |
| Kontyngent                                                          | Początek     | Koniec       | Państwa                 | Organizator             | Operacja                      |
| ------------------------------------------------------------------- | ------------ | ------------ | ----------------------- | ----------------------- | ----------------------------- |
| Polska Wojskowa Jednostka Specjalna                                 | 1973         | 1979         | Egipt                   | ONZ                     | UNEF II                       |
| Polski Kontyngent Wojskowy w Syrii                                  | 1974         | 2009         | Syria                   | ONZ                     | UNDOF                         |
| Polska Lotnicza Eskadra Pomocy Etiopii                              | 1985         | 1987         | Etiopia                 | koalicja międzynarodowa | Tesfa                         |
| Polski Kontyngent Wojskowy w Namibii                                | 1989         | 1990         | Namibia                 | ONZ                     | UNTAG                         |
| Polski Kontyngent Wojskowy w Zatoce Perskiej                        | 1990         | 1991         | Arabia Saudyjska        | koalicja międzynarodowa | Desert Shield/ Desert Storm   |
| Polski Kontyngent Wojskowy w Chorwacji                              | 1992         | 1995         | Chorwacja               | ONZ                     | UNPROFOR                      |
| Polski Kontyngent Wojskowy w Chorwacji                              | 1995         | 1995         | Chorwacja               | ONZ                     | UNCRO                         |
| Polski Kontyngent Wojskowy w Libanie                                | 1992         | 2009         | Liban                   | ONZ                     | UNIFIL                        |
| Polski Kontyngent Wojskowy w Libanie                                | 2019         |              | Liban                   | ONZ                     | UNIFIL                        |
| Polski Kontyngent Wojskowy w Kambodży                               | 1992         | 1993         | Kambodża                | ONZ                     | UNTAC                         |
| Polski Kontyngent Wojskowy na Haiti                                 | 1994         | 1995         | Haiti                   | koalicja międzynarodowa | Uphold Democracy              |
| Polski Kontyngent Wojskowy w Bośni i Hercegowinie                   | 1996         | 1996         | Bośnia i Hercegowina    | NATO                    | IFOR                          |
| Polski Kontyngent Wojskowy w Bośni i Hercegowinie                   | 1996         | 2004         | Bośnia i Hercegowina    | NATO                    | SFOR                          |
| Polski Kontyngent Wojskowy w Bośni i Hercegowinie                   | 2004         |              | Bośnia i Hercegowina    | Unia Europejska         | EUFOR Althea                  |
| Polska Jednostka Wojskowa w odwodzie strategicznym SACEUR           | 1997         | 1999         | Bośnia i Hercegowina    | NATO                    | SFOR                          |
| Polska Jednostka Wojskowa w odwodzie strategicznym SACEUR           | 1999         | 2002         | Kosowo                  | NATO                    | KFOR                          |
| Polska Jednostka Wojskowa w Albanii                                 | 1999         | 1999         | Albania                 | NATO                    | AFOR                          |
| Polski Kontyngent Wojskowy w Kosowie                                | 1999         |              | Kosowo                  | NATO                    | KFOR                          |
| Polski Kontyngent Wojskowy w Zatoce Perskiej (II)                   | 2000         | 2000         | Zatoka Perska           | koalicja międzynarodowa | MIF                           |
| Polski Kontyngent Wojskowy w Etiopii i Erytrei                      | 2000         | 2001         | Etiopia                 | ONZ                     | UNMEE                         |
| Polski Kontyngent Wojskowy w Macedonii                              | 2001         | 2002         | Macedonia               | NATO                    | Amber Fox                     |
| Polski Kontyngent Wojskowy w Macedonii                              | 2002         | 2003         | Macedonia               | NATO                    | Allied Harmony                |
| Polski Kontyngent Wojskowy w Macedonii                              | 2003         | 2003         | Macedonia               | Unia Europejska         | EUFOR Concordia               |
| Polski Kontyngent Wojskowy w Afganistanie                           | 2002         | 2009         | Afganistan              | koalicja międzynarodowa | Enduring Freedom              |
| Polski Kontyngent Wojskowy w Afganistanie                           | 2004         | 2014         | Afganistan              | NATO                    | ISAF                          |
| Polski Kontyngent Wojskowy w Afganistanie                           | 2009         | 2014         | Afganistan              | NATO                    | NTM-A                         |
| Polski Kontyngent Wojskowy w Afganistanie                           | 2014         | 2021         | Afganistan              | NATO                    | Resolute Support              |
| Polski Kontyngent Wojskowy w Afganistanie                           | 2021         | 2021         | Afganistan              | koalicja międzynarodowa | ewakuacja personelu i cywilów |
| Polski Kontyngent Wojskowy w Iraku                                  | 2003         | 2008         | Irak                    | koalicja międzynarodowa | Iraqi Freedom                 |
| Polski Kontyngent Wojskowy w Iraku                                  | 2005         | 2011         | Irak                    | NATO                    | NTM-I                         |
| Polski Kontyngent Wojskowy w Grecji                                 | 2004         | 2004         | Grecja                  | NATO                    | Distinguished Games           |
| Polskie kontyngenty wojskowe w siłach morskich NATO                 | 2005         | 2011         | Morze Śródziemne        | NATO                    | Active Endeavour              |
| Polskie kontyngenty wojskowe w siłach morskich NATO                 | 2017         | 2023         | Ocean Atlantycki        | NATO                    | Stałe Zespoły Morskie NATO    |
| Polski Kontyngent Wojskowy w Sudanie                                | 2005         | 2005         | Sudan                   | ONZ                     | UNMIS                         |
| Polski Kontyngent Wojskowy w Pakistanie                             | 2005         | 2006         | Pakistan                | NATO                    | Swift Relief                  |
| Polski Kontyngent Wojskowy Orlik                                    | 2006         | 2025         | Estonia Litwa           | NATO                    | Baltic Air Policing           |
| Polski Kontyngent Wojskowy w Kongu                                  | 2006         | 2006         | DR Konga                | Unia Europejska         | EUFOR RD Congo                |
| Polski Kontyngent Wojskowy na Łotwie                                | 2006         | 2006         | Łotwa                   | NATO                    | ochrona szczytu NATO          |
| Polski Kontyngent Wojskowy w Czadzie                                | 2008         | 2009         | Czad                    | Unia Europejska         | EUFOR Tchad/RCA               |
| Polski Kontyngent Wojskowy w Czadzie                                | 2009         | 2009         | Czad                    | ONZ                     | MINURCAT                      |
| Grupa Obserwatorów Sił Zbrojnych Rzeczypospolitej Polskiej w Gruzji | 2008         | 2009         | Gruzja                  | Unia Europejska         | EUMM Gruzja                   |
| Polski Kontyngent Wojskowy w Mali                                   | 2013         | 2014         | Mali                    | Unia Europejska         | EUTM Mali                     |
| Polski Kontyngent Wojskowy w Rep. Środkowoafrykańskiej              | 2014         | 2014         | Francja                 | koalicja międzynarodowa | Sangaris                      |
| Polski Kontyngent Wojskowy w Rep. Środkowoafrykańskiej (II)         | 2014         | 2015         | Rep. Środkowoafrykańska | Unia Europejska         | EUFOR RCA                     |
| Polski Kontyngent Wojskowy w Rep. Środkowoafrykańskiej (II)         | 2015         | 2016         | Rep. Środkowoafrykańska | Unia Europejska         | EUMAM RCA                     |
| Polski Kontyngent Wojskowy w Rep. Środkowoafrykańskiej (II)         | 2016         |              | Rep. Środkowoafrykańska | Unia Europejska         | EUTM RCA                      |
| Polski Kontyngent Wojskowy w Iraku (II)                             | 2016         |              | Irak                    | koalicja międzynarodowa | Inherent Resolve              |
| Polski Kontyngent Wojskowy w Iraku (II)                             | 2017         | 2018         | Irak                    | NATO                    | NTCB-I                        |
| Polski Kontyngent Wojskowy w Iraku (II)                             | 2018         |              | Irak                    | NATO                    | NMI                           |
| Polski Kontyngent Wojskowy w Kuwejcie                               | 2016         | 2018         | Kuwejt                  | koalicja międzynarodowa | Inherent Resolve              |
| Polski Kontyngent Wojskowy na Łotwie (II)                           | 2017         |              | Łotwa                   | NATO                    | NATO eFP                      |
| Polski Kontyngent Wojskowy w Rumunii                                | 2017         |              | Rumunia                 | NATO                    | NATO tFP                      |
| Polski Kontyngent Wojskowy na Morzu Śródziemnym                     | 2018         | 2020         | Włochy                  | Unia Europejska         | EUNAVFOR MED Sophia           |
| Polski Kontyngent Wojskowy na Morzu Śródziemnym                     | 2020         |              | Włochy                  | Unia Europejska         | EUNAVFOR MED Irini            |
| Polski Kontyngent Wojskowy w Turcji                                 | 2021         |              | Turcja                  | NATO                    | TAMT                          |
| Polski Kontyngent Wojskowy na Islandii                              | 2021         | 2021         | Islandia                | NATO                    | Icelandic Air Policing        |
| Polski Kontyngent Wojskowy Wilno                                    | 2023         | 2023         | Litwa                   | NATO                    | ochrona szczytu NATO          |
| Polski Kontyngent Wojskowy w Izraelu                                | 2023         | 2023         | Izrael                  | Polska                  | Neon                          |
| Polski Kontyngent Wojskowy w Egipcie                                | 2023         | 2023         | Egipt                   | Polska                  | Neon-E                        |
| Polski Kontyngent Wojskowy na Słowacji                              | 2024         | 2024         | Słowacja                | NATO                    | Air Policing                  |
| Polski Kontyngent Wojskowy Olimp                                    | 2024         | 2024         | Francja                 | Francja                 | ochrona XXXIII LIO            |

Kontyngenty odwołane przed rozpoczęciem działań mandatowych.
| Kontyngent                                      | Planowany czas trwania | Planowany czas trwania | Państwa          | Organizator             | Operacja                  |
| Kontyngent                                      | Początek               | Koniec                 | Państwa          | Organizator             | Operacja                  |
| ----------------------------------------------- | ---------------------- | ---------------------- | ---------------- | ----------------------- | ------------------------- |
| Polski Kontyngent Wojskowy w Saharze Zachodniej | 1991                   | 1992                   | Sahara Zachodnia | ONZ                     | MINURSO                   |
| Polski Kontyngent Wojskowy w Zatoce Perskiej    | 1998                   | 1998                   | Zatoka Perska    | koalicja międzynarodowa | Desert Thunder/Desert Fox |
| Polski Kontyngent Wojskowy w Turcji             | 2003                   | 2003                   | Turcja           | NATO                    | Display Deterrence        |
| Polski Kontyngent Wojskowy Orlik-B              | 2016                   | 2016                   | Bułgaria         | NATO                    | NATO Air Policing         |

| EUFOR Althea (Bośnia i Hercegowina)KFOR (Kosowo)tFP (Rumunia)eFP (Łotwa)Irini (Włochy)UNIFIL (Liban)TAMT (Turcja) Polskie kontyngenty wojskowe w Europie | EUTM (Republika Środkowoafrykańska)Inherent Resolve/NMI (Irak) Polskie kontyngenty wojskowe w reszcie świata |

Legenda:  – kontyngent operacyjny,  –  kontyngent szkoleniowy/doradczy,

## Podstawy prawne

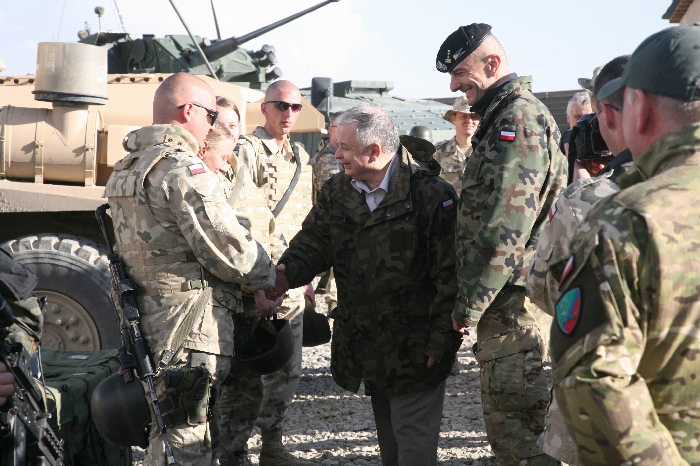
Wizyta Prezydenta RP Lecha Kaczyńskiego w PKW ISAF

Pierwszy akt w randze ustawy, całościowo regulujący pobyt i służbę polskich żołnierzy poza granicami kraju uchwalono dopiero w 1998 – była to Ustawa z dnia 19 lutego 1998 r. o zasadach użycia Sił Zbrojnych poza granicami Rzeczypospolitej Polskiej w 1998 r. (Dz.U. z 1998 r. nr 23, poz. 119). 1 stycznia 1999 została zastąpiona przez Ustawę z dnia 17 grudnia 1998 r. o zasadach użycia lub pobytu Sił Zbrojnych Rzeczypospolitej Polskiej poza granicami państwa (Dz.U. z 2021 r. poz. 396). Zgodnie z nimi o użyciu kontyngentu postanawia Prezydent Rzeczypospolitej Polskiej Zwierzchnik Sił Zbrojnych RP na wniosek Rady Ministrów, (Postanowienie o użyciu SZ RP wymaga kontrasygnaty Prezesa Rady Ministrów). W postanowieniu musi znajdować się nazwa, czas trwania, państw(o)a docelowe, liczebność (etat) i podporządkowanie PKW.
Do 1998 r. użycie sił zbrojnych za granicą regulował artykuł 20a Ustawy z dnia 30 czerwca 1970 r. o służbie wojskowej żołnierzy zawodowych (Dz.U. z 1997 r. nr 10, poz. 55). Wówczas o wysłaniu jednostki wojskowej decydowała Rada Państwa, a od 1989 Rada Ministrów w drodze uchwały.
Obserwatorzy wojskowi w operacjach pokojowych nie współtworzą kontyngentu – w systemie krajowym działają samodzielnie i o ich wysłaniu decyduje Minister Obrony Narodowej (z wyjątkiem Grupy Obserwatorów SZ RP w Gruzji, która z prawnego punktu widzenia była kontyngentem wojskowym w rozumieniu ustawy z dnia 17 grudnia 1998 r. o zasadach użycia lub pobytu Sił Zbrojnych Rzeczypospolitej Polskiej poza granicami państwa).

## Podległość
Kontyngenty pod względem narodowym do czasu uzyskania pełnej gotowości bojowej przez Dowództwo Operacyjne Sił Zbrojnych podlegały pod Ministerstwo Obrony Narodowej.
Natomiast pod względem operacyjnym podlegają dowództwu wyznaczonemu w postanowieniu o użyciu. Jednak w strukturach wielonarodowych nie używana jest nazwa PKW, tylko jednostki tworzonej przez kontyngent, z którą ma wspólne dowództwo (np. od 1993 Polski Kontyngent Wojskowy w Syrii podlegał Kwaterze Głównej UNDOF jako POLBATT, czyli polski batalion piechoty, a w latach 2008-2014 dowództwo PKW Afganistan było także dowództwem Polskich Sił Zadaniowych).
Od rozpoczęcia przez NATO misji pokojowych istnieją też odrębne elementy kontyngentu, podporządkowane wyłącznie dowódcy PKW, są to:
- Narodowy Element Wsparcia (NSE, National Support Element) – odpowiedzialny za zaopatrzenie tylko żołnierzy swojego kraju (spotykane są też nazwy Narodowy Element: Wsparcia Logistycznego, Zaopatrzenia). Funkcjonuje głównie w PKW w siłach NATO i UE,
- Narodowy Element Dowodzenia (NCE, National Command Element) – odpowiedzialny za wsparcie dowodzenia kontyngentu gdy nie tworzy on w rejonie operacji jednego zwartego komponentu,
- Narodowa Komórka Wywiadu (NIC, National Intelligence Cell) – odpowiedzialna za zabezpieczenie wywiadowcze kontyngentu,
- Narodowa Komórka Kontrwywiadu (NCIC, National Counter-Intelligence Cell) – odpowiedzialna za zabezpieczenie kontrwywiadowcze kontyngentu.

## Szkolenie i uczestnictwo

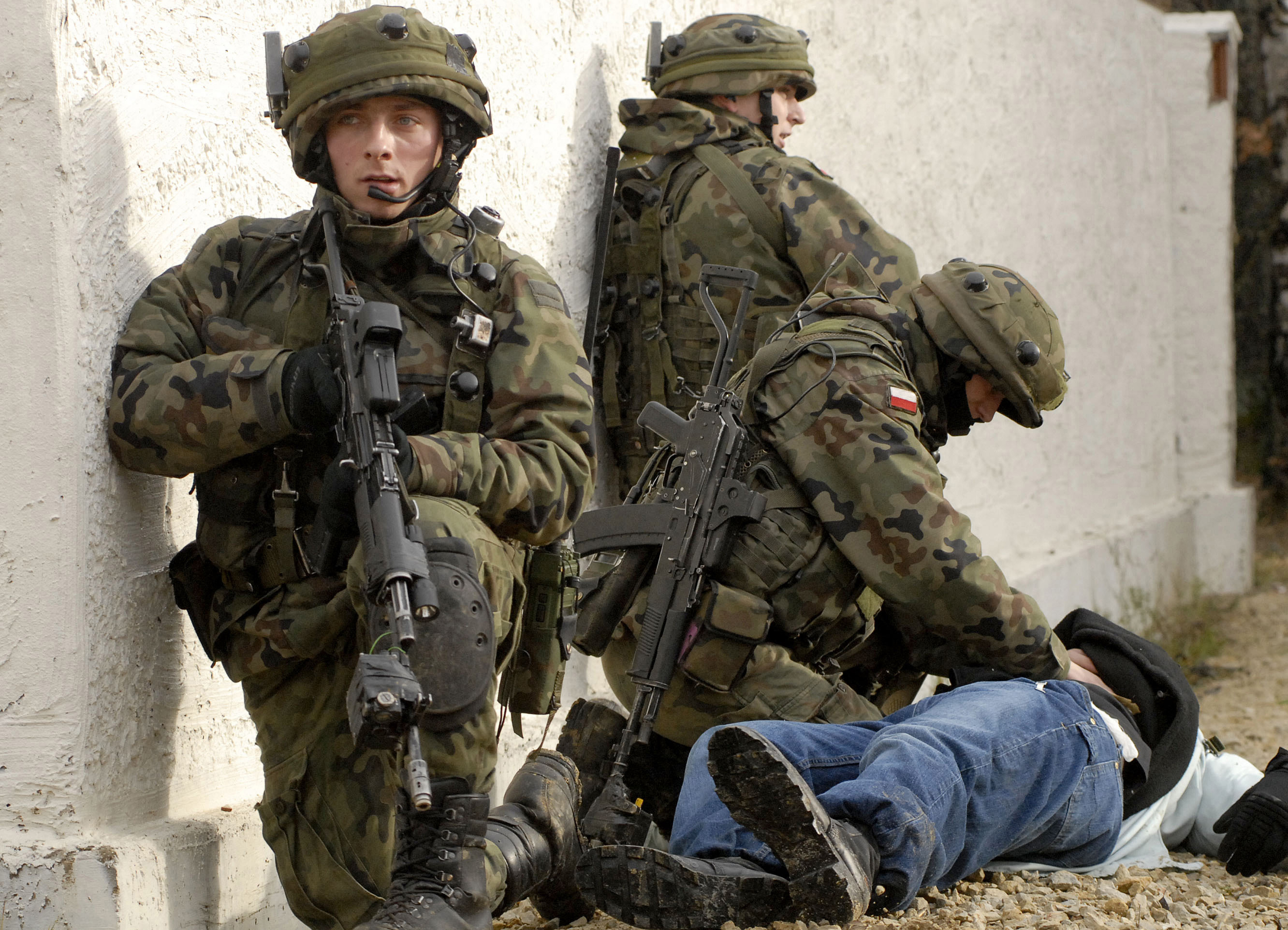
Przygotowania 18 bdsz do operacji w Afganistanie

Do 1979 za przygotowanie polskich jednostek do służby zagranicznej odpowiedzialna była Jednostka Wojskowa 2000 (podległa  Zarządowi II SG WP). Po jej rozformowaniu odpowiedzialność za szkolenie przeszła na odpowiednie okręgi wojskowe przygotowujące daną zmianę kontyngentu. W 1989 utworzono Wojskowe Centrum Szkolenia dla potrzeb Sił Pokojowych Organizacji Narodów Zjednoczonych (w 2002 przemianowane na Centrum Szkolenia na Potrzeby Sił Pokojowych, w 2011 połączone z Centralną Grupą Wsparcia Współpracy Cywilno-Wojskowej w Centrum Przygotowań do Misji Zagranicznych), które od 1990 przejmowało kompetencje okręgów w tej dziedzinie, ponadto w 2004 do szkolenia PKW włączył się 2 Korpus Zmechanizowany, głównie organizując ćwiczenia dla PKW Irak (Eufrat) i PKW Afganistan (Bagram). W wyniku reformy systemu kierowania i dowodzenia SZ RP główną rolę w przygotowania i szkoleniu pełni Szef Sztabu Generalnego WP poprzez Dowódcę Generalnego RSZ i Dowódcę Operacyjnego RSZ.
Cykl przygotowania polskiego kontyngentu wojskowego do wykonywania zadań mandatowych trwa rok i obejmuje cztery etapy: (I) planowania, (II) przygotowania i formowania, (III) szkolenia, (IV) przygotowania do rotacji. Szkolenie kończy się certyfikacją kontyngentu przez Dowództwo Operacyjne RSZ, czyli sprawdzenie zdolności do planowania, organizowania i prowadzenia działań przez poszczególne jednostki i PKW jako całości.
Od 1998 uczestnictwo żołnierzy w operacjach zagranicznych jest ochotnicze, w związku z czym do służby może się zgłosić każdy żołnierz, który przeszedł odpowiednie testy i zgłosił się do organu szkolącego PKW. W rejonie misji oprócz standardowego żołdu może mu także przysługiwać dodatek za działania w strefie działań wojennych (w przypadku odpowiedniego obwieszczenia ministra spraw zagranicznych) lub kwota z puli refundowanej przez organizację formującą misję.
Jednak dowództwo stara się maksymalnie obsadzić każdą zmianę jedną jednostką (przynajmniej w 50%, reszta kompletowana jest z innych garnizonów, ponadto w przypadku większych operacji oddziały inżynieryjne czy logistyczne wydzielane są przez odrębne jednostki), tak, by była ona maksymalnie efektywna. Jedna zmiana trwa 6 miesięcy - w latach 90 XX w. i na początku XXI w. obowiązywał inny system: zmiana dla żołnierzy zawodowych trwała 12 miesięcy, dla żołnierzy służby zasadniczej 6 miesięcy. Inny wobec reszty kontyngentu harmonogram rotacji obowiązuje oficerów służących w dowództwach sojuszniczych w rejonie operacji.

## Dodatek wojenny
W 1992 wprowadzony został dodatek wojenny. Przysługuje on żołnierzom zawodowym kontyngentu wojskowego (misji specjalnej) pełniącym służbę w trakcie obowiązywania strefy działań wojennych. Terytorium obowiązywania oraz zakres czasowy ogłasza minister właściwy do spraw zagranicznych w formie obwieszczenia.
Najważniejsze obwiązujące akty prawne regulujące dodatek wojenny i strefy działań wojennych (stan na 1 kwietnia 2023):
- Ustawa z dnia 17 grudnia 1998 r. o zasadach użycia lub pobytu Sił Zbrojnych Rzeczypospolitej Polskiej poza granicami państwa (Dz.U. z 1998 r. nr 162, poz. 1117)
- Ustawa z dnia 11 września 2003 r. o służbie wojskowej żołnierzy zawodowych (Dz.U. z 2003 r. nr 179, poz. 1750),
- Rozporządzenie Ministra Obrony Narodowej z dnia 5 marca 2010 r. w sprawie należności pieniężnych żołnierzy zawodowych pełniących służbę poza granicami państwa  (Dz.U. z 2010 r. nr 41, poz. 243).

### Strefy działań wojennych
Stan na 1 maja 2024.
| Kontyngent                  | Obszar strefy                                                                                           | Uznanie    | Obwieszczenie                              | Zniesienie | Obwieszczenie                              |
| --------------------------- | --- | ---------- | ------------------------------------------ | ---------- | ------------------------------------------ |
| PKW Chorwacja               | Chorwacja (Krajina)                                                                                     | 1993.01.22 | 1993.02.25, M.P. z 1993 r. nr 18, poz. 180 | 1995.12.15 | 2008.05.15, M.P. z 2008 r. nr 41, poz. 372 |
| PKW Kambodża                | Kambodża                                                                                                | 1993.04.01 | 1993.05.27, M.P. z 1993 r. nr 29, poz. 317 | 1993.12.01 | 2008.05.15, M.P. z 2008 r. nr 41, poz. 371 |
| PKW Liban                   | Liban                                                                                                   | 1994.06.01 | 1994.07.25, M.P. z 1994 r. nr 46, poz. 375 | 2009.12.31 | 2020.08.20, M.P. z 2020 r. poz. 766        |
| PKW Afganistan              | Afganistan, Tadżykistan, Uzbekistan, Ocean Indyjski, Morze Arabskie                                     | 2002.01.01 | 2001.12.06, M.P. z 2001 r. nr 47, poz. 786 | 2002.01.10 | 2002.01.10, M.P. z 2002 r. nr 2, poz. 45   |
| PKW Afganistan              | Afganistan, Kirgistan, Tadżykistan, Uzbekistan, Ocean Indyjski, Morze Arabskie                          | 2002.01.10 | 2002.01.10, M.P. z 2002 r. nr 2, poz. 45   | 2002.04.20 | 2002.04.24, M.P. z 2002 r. nr 16, poz. 272 |
| PKW Afganistan              | Afganistan, Bahrajn, Kirgistan, Kuwejt, Tadżykistan, Uzbekistan, Ocean Indyjski, Morze Arabskie         | 2002.04.20 | 2002.04.24, M.P. z 2002 r. nr 16, poz. 272 | 2004.01.01 | 2004.01.30, M.P. z 2004 r. nr 8, poz. 128  |
| PKW Irak                    | Arabia Saudyjska, Bahrajn, Jordania, Katar, Kuwejt, Irak, Ocean Indyjski, Morze Czerwone, Zatoka Perska | 2003.03.19 | 2003.03.20, M.P. z 2003 r. nr 16, poz. 255 | 2004.07.01 | 2005.09.08, M.P. z 2005 r. nr 56, poz. 772 |
| PKW Irak                    | Irak | 2003.06.09 | 2003.06.10, M.P. z 2003 r. nr 34, poz. 462 | 2008.10.31 | 2009.03.24, M.P. z 2009 r. nr 20, poz. 252 |
| PKW Afganistan              | Afganistan                                                                                              | 2004.01.01 | 2004.03.01, M.P. z 2004 r. nr 8, poz. 128  | 2004.07.01 | 2006.05.12, M.P. z 2006 r. nr 42, poz. 454 |
| PKW Irak                    | Arabia Saudyjska, Bahrajn, Jordania, Katar, Kuwejt, Irak, Ocean Indyjski, Morze Czerwone, Zatoka Perska | 2003.03.19 | 2005.09.08, M.P. z 2005 r. nr 56, poz. 772 | 2003.09.16 | 2008.05.15, M.P. z 2008 r. nr 41, poz. 370 |
| PKW Afganistan              | Afganistan                                                                                              | 2004.01.01 | 2006.05.12, M.P. z 2006 r. nr 42, poz. 454 |            | [ a ]                                      |
| PKW Czad                    | Czad | 2008.04.01 | 2008.04.14, M.P. z 2008 r. nr 34, poz. 303 |            | [ b ]                                      |
| PKW Irak                    | Irak | 2008.11.01 | 2009.03.24, M.P. z 2009 r. nr 20, poz. 252 | 2009.12.31 | 2009.03.24, M.P. z 2009 r. nr 20, poz. 252 |
| PKW Czad                    | Czad | 2009.03.15 | 2009.05.13, M.P. z 2009 r. nr 32, poz. 472 |            | [ c ]                                      |
| PKW Irak                    | Irak | 2010.01.01 | 2010.01.21, M.P. z 2010 r. nr 7, poz. 66   | 2010.12.31 | 2010.01.21, M.P. z 2010 r. nr 7, poz. 66   |
| PKW Irak                    | Irak | 2011.01.01 | 2011.02.18, M.P. z 2011 r. nr 19, poz. 202 | 2011.12.31 | 2011.02.18, M.P. z 2011 r. nr 19, poz. 202 |
| PKW Mali                    | Mali | 2013.02.16 | 2013.03.25, M.P. z 2013 r. poz. 194        | 2013.12.31 | 2013.03.25, M.P. z 2013 r. poz. 194        |
| PKW Mali                    | Mali | 2014.01.01 | 2014.01.27, M.P. z 2014 r. poz. 111        | 2014.05.18 | 2014.01.27, M.P. z 2014 r. poz. 111        |
| PKW Rep. Środkowoafrykańska | Czad, Rep. Środkowoafrykańska                                                                           | 2014.02.01 | 2014.02.27, M.P. z 2014 r. poz. 196        | 2014.04.30 | 2014.02.27, M.P. z 2014 r. poz. 196        |
| PKW Rep. Środkowoafrykańska | Rep. Środkowoafrykańska                                                                                 | 2014.05.01 | 2014.06.05, M.P. z 2014 r. poz. 453        | 2015.03.16 | 2015.07.15, M.P. z 2015 r. poz. 634        |
| PKW Rep. Środkowoafrykańska | Rep. Środkowoafrykańska                                                                                 | 2015.04.15 | 2015.07.15, M.P. z 2015 r. poz. 634        | 2016.07.17 | 2016.09.15, M.P. z 2016 r. poz. 917        |
| PKW Irak                    | Irak | 2016.06.20 | 2016.07.05, M.P. z 2016 r. poz. 625        |            |                                            |
| PKW Rep. Środkowoafrykańska | Rep. Środkowoafrykańska                                                                                 | 2016.07.17 | 2016.09.15, M.P. z 2016 r. poz. 918        |            |                                            |
| PKW Liban                   | Liban                                                                                                   | 2023.10.09 | 2023.12.06, M.P. z 2023 r. poz. 1441       |            |                                            |